# Балвский край
Ба́лвский край (латыш. Balvu novads) — административно-территориальная единица на востоке Латвии, в регионе Латгалия. Край состоит из 19 волостей и городов Виляка и Балвы, который является центром края. Граничит с Алуксненским, Гулбенским, Мадонским, Резекненским, Лудзенским краями и с Пыталовским и Палкинским районами Псковской области России.

## История

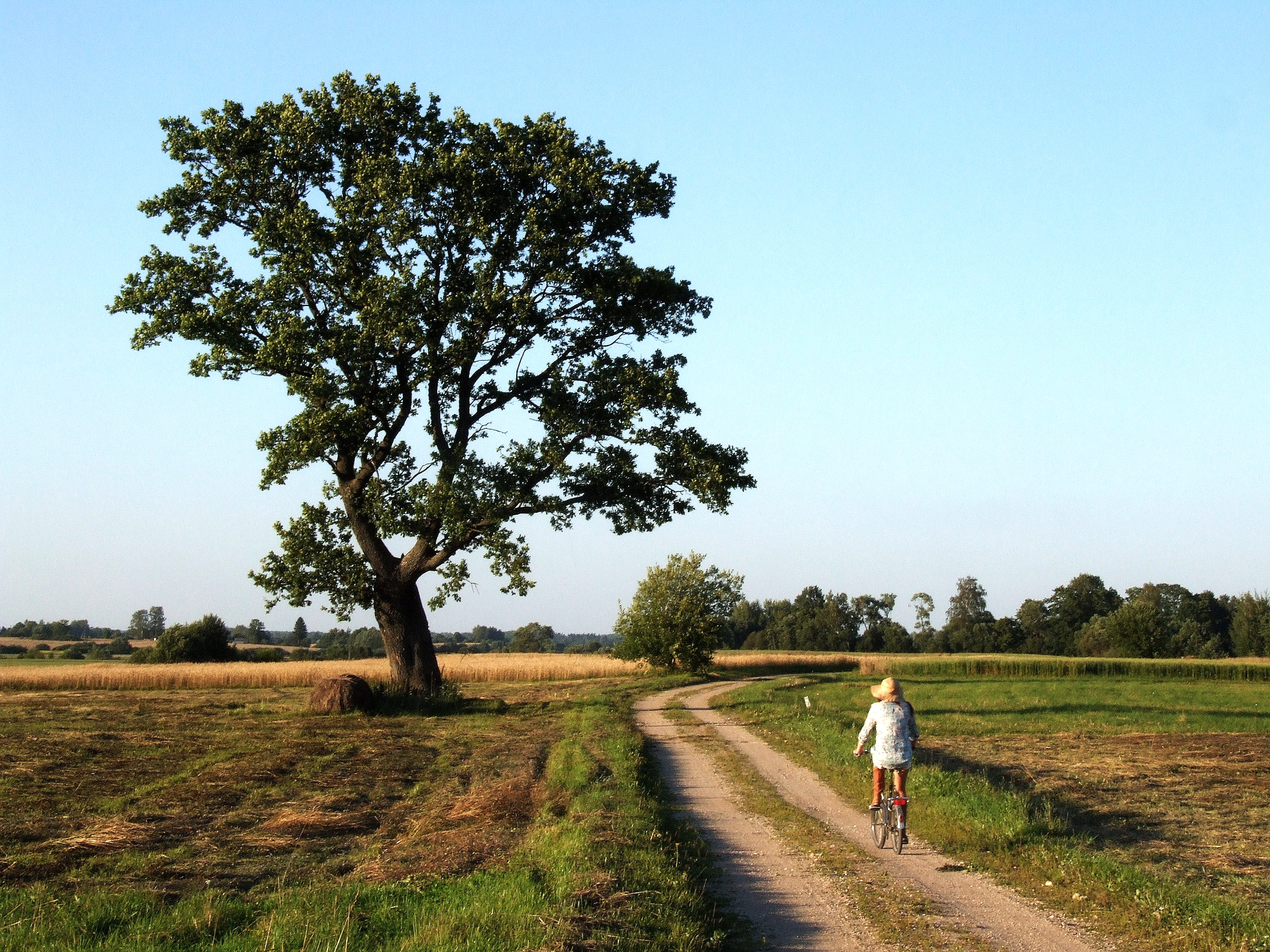
Балвский край

Край был образован 1 июля 2009 года в составе 10 волостей и города Балвы из части упразднённого Балвского района. Площадь края составляла 1044,5 км².
В ходе административно-территориальной реформы Латвии 2021 года к краю были присоединены город Виляка и 6 волостей из упразднённого Вилякского края, 2 волости из упразднённого Ругайского края и Балтинавский край, преобразованный в одноимённую волость. Площадь укрупнённого края составила 2386,3 км².

## Население
Население на 1 января 2010 года составляло 15 674 человека (14 января 2009 года — 15 834).
На 1 января 2023 года население края составляло 19 434 человека.

### Национальный состав
Национальный состав населения края по итогам переписи населения Латвии 2011 года был распределён таким образом:
| Национальность        | Численность, чел. (2011) | %        |
| --------------------- | ------------------------ | -------- |
| Латыши                | 11 424                   | 80,71 %  |
| в том числе латгальцы | 5465                     | 38,61 %  |
| Русские               | 2388                     | 16,87 %  |
| Белорусы              | 105                      | 0,74 %   |
| Украинцы              | 84                       | 0,59 %   |
| Поляки                | 42                       | 0,30 %   |
| Литовцы               | 23                       | 0,16 %   |
| Другие                | 88                       | 0,62 %   |
| всего                 | 14 154                   | 100,00 % |

## Территориальное деление
- Балвская волость (латыш. Balvu pagasts)
- город Балвы (латыш. Balvu pilsēta)
- Балтинавская волость (латыш. Baltinavas pagasts)
- Берзкалненская волость (латыш. Bērzkalnes pagasts)
- Берзпилсская волость (латыш. Bērzpils pagasts)
- Бриежуциемская волость (латыш. Briežuciema pagasts)
- Вецтилжинская волость (латыш. Vectilžas pagasts)
- Вецумская волость (латыш. Vecumu pagasts)
- Викснинская волость (латыш. Vīksnas pagasts)
- город Виляка (латыш. Viļakas pilsēta)
- Жигурская волость (латыш. Žīguru pagasts)
- Кришьянская волость (латыш. Krišjāņu pagasts)
- Кубулская волость (латыш. Kubulu pagasts)
- Куправская волость (латыш. Kupravas pagasts)
- Лаздукалнская волость (латыш. Lazdukalna pagasts)
- Лаздулейская волость (латыш. Lazdulejas pagasts)
- Медневская волость (латыш. Medņevas pagasts)
- Ругайская волость (латыш. Rugāju pagasts)
- Сусайская волость (латыш. Susāju pagasts)
- Тылжинская волость (латыш. Tilžas pagasts)
- Шкилбенская волость (латыш. Šķilbēnu pagasts)